# Área de gestión de la fauna de Tonda
El área de gestión de la fauna de Tonda es un humedal de importancia internacional y la mayor zona protegida de Papúa Nueva Guinea. Está situada en el extremo suroccidental de la Provincia Occidental y es contigua al parque nacional de Wasur de Indonesia. Forma parte de la ecorregión de sabanas y praderas Trans Fly. 

## Vegetación y fauna
El terreno es llano, generalmente a menos de 45 metros sobre el nivel del mar. Incluye tramos de ríos mareales, manglares, pantanos, praderas, sabanas y manchas de bosque monzónico. La mayoría de los árboles son del género Acacia y Melaleuca, mientras que las hierbas comunes son Phragmite y Pseudoraphis.
Es un humedal importante para más de 250 especies de aves acuáticas residentes y migratorias. La mayor parte de la población mundial de zarapito trinador hace escala en las llanuras durante la migración. La zona también es hábitat de aves de paraíso y grullas.
Se han registrado 56 especies de peces. Se sabe que hay 50 mamíferos en la zona, algunos de los cuales no se encuentran en ningún otro lugar de Nueva Guinea, como el canguro de anteojos, la falsa rata de agua, el cuoll de bronce y el dunnart castaño. Entre los reptiles se encuentran el cocodrilo de agua salada y el cocodrilo de Nueva Guinea.

## Propietarios tradicionales
En la zona viven unos 1.500 horticultores y cazadores de subsistencia repartidos en 12 pueblos. La parte occidental de Tonda abarca tierras del pueblo Kanum.

## Conservación
La zona de gestión de la fauna de Tonda (WMA) se creó en 1975. En 1993 se incluyó en la lista de humedales de importancia internacional de la convención de Ramsar. En 1995, WWF puso en marcha un programa trinacional de humedales entre la WMA de Tonda, el PN de Wasur y el parque nacional australiano de Kakadu, que desembocó en 2002 en un Memorándum de Entendimiento entre los tres organismos gubernamentales de conservación. En 2006 se propuso como Patrimonio de la Humanidad, como parte del mayor Complejo Transfly.

## Cuestiones transfronterizas
La WMA es objeto de caza furtiva por parte de habitantes de la vecina provincia de Papúa (Indonesia). La población local también recolecta y vende a comerciantes del otro lado de la frontera una serie de recursos silvestres, como carne y astas de ciervo, candlenut, plastra de tortugas de agua dulce, aletas de tiburón, alevines de saratoga (Scleropages jardinii) y vejigas natatorias secas de ciertos peces.